# 西波特爾 (新澤西州)
西波特爾（英語：West Portal）是位於美國新澤西州亨特登縣的非建制地區。

## 歷史
西波特爾的郵局於1908年設立，其後於1956年停運。

## 地理
西波特爾所處的海拔為高於海平面143米（即436英呎），而該地所採用的時區為UTC-5，即北美东部时区（EST）。同時該地設有夏令時間，為UTC-5調快一小時，即UTC-4（EDT）。